# Stopiče
Stopiče – wieś w Słowenii, w gminie miejskiej Novo mesto. W 2018 roku liczyła 468 mieszkańców. 